# Campionati del mondo di corsa in montagna 2000
I Campionati del mondo di corsa in montagna 2000 si sono disputati a Bergen (Traunstein), in Germania, il 10 settembre 2000 sotto il nome di "World Trophy". Il titolo maschile è stato vinto da Jonathan Wyatt, quello femminile da Angela Mudge.

## Uomini Seniores
Individuale
| Pos.    | Atleta           | Nazione       | Tempo  |
| ------- | ---------------- | ------------- | ------ |
| Oro     | Jonathan Wyatt   | Nuova Zelanda | 47'29" |
| Argento | Hans Kogler      | Austria       | 49'48" |
| Bronzo  | Alexis Gex-Fabry | Svizzera      | 50'16" |
| 4       | Thomas Gregor    | Germania      | 50'31" |
| 5       | Sergio Chiesa    | Italia        | 50'39" |
| 6       | Raymond Fontaine | Francia       | 50'47" |
| 7       | Billy Burns      | Inghilterra   | 50'50" |
| 8       | Martin Cox       | Inghilterra   | 50'59" |
| 9       | Helmut Schmuck   | Austria       | 51'18" |
| 10      | Massimo Galliano | Italia        | 51'25" |

Squadre
| Pos.    | Squadra       | Punti |
| ------- | ------------- | ----- |
| Oro     | Italia        | 46    |
| Argento | Austria       | 53    |
| Bronzo  | Nuova Zelanda | 76    |

## Uomini Juniores
Individuale
| Pos.    | Atleta               | Nazione    | Tempo  |
| ------- | -------------------- | ---------- | ------ |
| Oro     | Nebai Habtegiorgis   | Eritrea    | 44'08" |
| Argento | Florian Heinzle      | Austria    | 44'48" |
| Bronzo  | Tomasz Klisz         | Polonia    | 46'31" |
| 4       | Alessandro Tonazzini | Italia     | 46'45" |
| 5       | Matteo Massi         | Italia     | 47'10" |
| 6       | Johnny Cattaneo      | Italia     | 47'26" |
| 7       | Rastislav Galovic    | Slovacchia | 47'44" |
| 8       | Gaim Berhane         | Eritrea    | 47'59" |
| 9       | Michael Cosentino    | Francia    | 48'04" |
| 10      | Julius Helm          | Germania   | 48'10" |

Squadre
| Pos.    | Squadra   | Punti |
| ------- | --------- | ----- |
| Oro     | Italia    | 15    |
| Argento | Eritrea   | 41    |
| Bronzo  | Rep. Ceca | 49    |

## Donne Seniores
Individuale
| Pos.    | Atleta                 | Nazione       | Tempo  |
| ------- | ---------------------- | ------------- | ------ |
| Oro     | Angela Mudge           | Scozia        | 49'24" |
| Argento | Birgit Sonntag         | Germania      | 49'43" |
| Bronzo  | Izabela Zatorska       | Polonia       | 50'11" |
| 4       | Melissa Moon           | Nuova Zelanda | 50'52" |
| 5       | Matilde Ravizza        | Italia        | 51'22" |
| 6       | Alessandra Olarte      | Colombia      | 51'32" |
| 7       | Anna Pichrtova         | Rep. Ceca     | 51'37" |
| 8       | Megan Edhouse          | Nuova Zelanda | 51'49" |
| 9       | Elisabeth Rust         | Austria       | 51'54" |
| 10      | Pierangela Baronchelli | Italia        | 51'58" |

Squadre
| Pos.    | Squadra       | Punti |
| ------- | ------------- | ----- |
| Oro     | Nuova Zelanda | 25    |
| Argento | Italia        | 27    |
| Bronzo  | Germania      | 28    |

## Donne Juniores
Individuale
| Pos.    | Atleta            | Nazione       | Tempo  |
| ------- | ----------------- | ------------- | ------ |
| Oro     | Elise Marcot      | Francia       | 29'05" |
| Argento | Chris Tye         | Nuova Zelanda | 29'20" |
| Bronzo  | Lea Vetsch        | Svizzera      | 29'20" |
| 4       | Adele Montonati   | Italia        | 29'45" |
| 5       | Agnieszka Stafa   | Polonia       | 30'40" |
| 6       | Susanne Recknagel | Germania      | 30'44" |
| 7       | Kate Bailey       | Inghilterra   | 31'23" |
| 8       | Elisa Desco       | Italia        | 31'30" |
| 9       | Pavla Havlova     | Rep. Ceca     | 31'31" |
| 10      | Lara De Faveri    | Italia        | 31'37" |

Squadre
| Pos.    | Squadra  | Punti |
| ------- | -------- | ----- |
| Oro     | Italia   | 12    |
| Argento | Francia  | 15    |
| Bronzo  | Germania | 17    |

## Medagliere
| Posizione | Paese         | Oro | Argento | Bronzo | Totale |
| --------- | ------------- | --- | ------- | ------ | ------ |
| 1         | Italia        | 3   | 1       | 0      | 4      |
| 2         | Nuova Zelanda | 2   | 1       | 1      | 4      |
| 3         | Eritrea       | 1   | 1       | 0      | 2      |
| 3         | Francia       | 1   | 1       | 0      | 2      |
| 5         | Scozia        | 1   | 0       | 0      | 1      |
| 6         | Austria       | 0   | 3       | 0      | 3      |
| 7         | Germania      | 0   | 1       | 2      | 3      |
| 8         | Polonia       | 0   | 0       | 2      | 2      |
| 8         | Svizzera      | 0   | 0       | 2      | 2      |
| 10        | Rep. Ceca     | 0   | 0       | 1      | 1      |